# 亀山弘章
亀山 弘章（かめやま ひろあき、1955年7月13日 - ）は、出羽海部屋に所属していた元大相撲力士。本名同じ。最高位は東幕下11枚目。

## 経歴
栃木県安蘇郡田沼町（現在の佐野市）出身。1971年1月場所初土俵を踏む。1981年7月場所最高位の東幕下11枚目まで上がるが、3勝4敗と1点の負け越しとなる。1988年1月場所で幕下で負け越し、三段目に落ちてから、幕下に上がることはなかった。その後は三段目や序二段で取り続け、序二段に落ちた1993年7月場所を最後に廃業した。22年間にも及ぶ力士生活だった。

## その他
実家は衣料品の問屋をやっており、取引先の主人と当時日本相撲協会理事長だった武蔵川（元前頭出羽ノ花）が知り合いだったため、武蔵川は弟子の出羽海（元横綱佐田の山）に伝え、出羽海は亀山の家を訪れ、入門させた。
入門後に一人の女性と交際し、ゆくゆくは彼女との結婚を考えていたが、相撲界において結婚は関取になるまでは許されないため、その時を待っていたものの、膝の故障で相撲が取れなくなり、「これ以上結婚を待たせるのは無理」と彼女と別れた。別れてから間もなくして彼女は別の男性と結婚した。これに追い打ちをかけるように実母が死去し、息子の晴れ姿を見ることはできなかった。幕下上位まで番付を上げたが、いずれの場所も負け越しに終わった。
長年、出羽海部屋でちゃんこ長を務め、巡業の食事が各部屋で作られるちゃんこだった頃には、ちゃんこの食材を現地で買う必要があり、全国各地の巡業地の食料品店やスーパーなどの場所や開店時間だけでなく、「何が安いのか」といった情報をメモにまとめた。他の部屋のちゃんこ番も亀山の元に行き、そのメモから得た情報をもとに食材の買い出しに行ったという。